# Angolapiplärka
Angolapiplärka (Macronyx grimwoodi) är en fågel i familjen ärlor inom ordningen tättingar.

## Utseende och läte
Angolapiplärkan är en stor piplärka med klart mindre färgglad fjäderdräkt än övriga arter i släktet. Strupen är matt skärbeige och undersidan ljust kanelbrun. Resten av kroppen är kraftigt mörkstreckad. Under häckningstid kan strupe och buk ha en mer bjärt skäraktig anstrykning och på skuldran syns en liten vit fläck. Lätet består av en utdragen serie drillande eller sträva toner som låter insektslika, skilt från andra Macronyx-piplärkor. Liknande men mindre arten scharlakanspiplärkan är mycket mer färgglatt rosa på strupe och undersida med tydlig svart på strupen.

## Utbredning och systematik
Fågeln förekommer på våta gräsmarker från östra Angola till sydvästra Demokratiska republiken Kongo och allra nordvästligaste Zambia. Den behandlas som monotypisk, det vill säga att den inte delas in i några underarter.

## Levnadssätt
Angolapiplärkan hittas lokalt i områden med kort gräs på översvämningsslätter. Där andra Macronyx-piplärkor förekommer ses den i de fuktigaste områdena.

## Status
Arten har ett stort utbredningsområde och beståndet anses vara stabilt. Internationella naturvårdsunionen IUCN listar den därför som livskraftig (LC).

## Namn
Arten kallades tidigare angolasporrpiplärka, men namnet justerades 2022 av BirdLife Sveriges taxonomikommitté med motiveringen: "Genetiska studier har visat att sporrpiplärkor inte är en monofyletisk grupp, arterna har heller inte någon egentlig sporre."